# Lijst van gemeenten in Bayburt
Onderstaande lijst bevat alle gemeenten (2000) in de Turkse provincie Bayburt.
| District  | Gemeente  |
| --------- | --------- |
| Aydıntepe | Aydıntepe |
| Bayburt   | Akşar     |
| Bayburt   | Arpalı    |
| Bayburt   | Bayburt   |
| Bayburt   | Çayıryolu |
| Bayburt   | Konursu   |
| Demirözü  | Beşpınar  |
| Demirözü  | Demirözü  |
| Demirözü  | Gökçedere |